# District d'Anse-la-Raye
13° 55′ N, 61° 01′ O
Le district d'Anse-la-Raye est l'un des dix districts de Sainte-Lucie.
Il a été divisé en 2014 pour créer le district de Canaries.

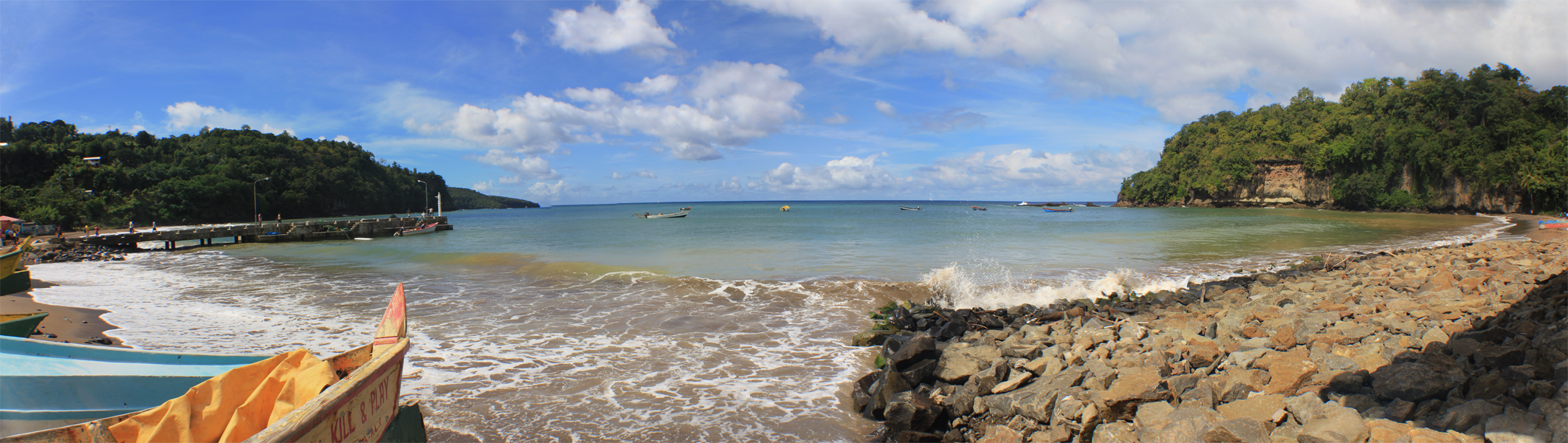
Baie d'Anse-la-Raye.